# Seeschlacht von Myongnyang
Die Seeschlacht von Myongnyang war eine Seeschlacht im Rahmen des Imjin-Kriegs. Sie fand am 26. Oktober 1597 (16. Tag im 9. Monat nach dem chinesischen Kalender) zwischen einer japanischen Seeflotte und der koreanischen Seeflotte in der Meerenge von Myongnyang statt. Diese Schlacht zählt aufgrund des zahlenmäßigen Ungleichgewichts der beteiligten Streitkräfte zu den bemerkenswertesten Seesiegen der Militärgeschichte.

## Vorgeschichte
Während des ersten Invasionsversuchs in Korea durch Toyotomi Hideyoshis Armee im Jahre 1592 hatte die japanische Streitmacht wegen des maroden Zustands der koreanischen Armee und Militärbürokratie ursprünglich große Erfolge erzielen können. Doch der koreanische Marinekommandeur Yi Sun-sin hatte Weitsicht gezeigt und sich auf eine Invasion durch japanische Truppen gut vorbereitet. Dank seiner strategischen Umsicht, dem intensiven Gebrauch von Kanonen und einer neuen Sorte von Kampfschiffen gelang es Yi, die Versorgung der Invasionsarmee, welche über das Meer erfolgen musste, dort auch bei zahlenmäßig größeren Flottenverbänden ernsthaft zu gefährden. In Japan begann man daher berechtigterweise, Admiral Yi als einzige ernsthafte Bedrohung für die Annexion von China und Korea anzusehen, wodurch er ins Fadenkreuz der japanischen Entscheidungsträger geriet.
Um ihn unschädlich zu machen, wurde 1597 ein Doppelagent zum koreanischen Königshof entsandt, der König Seonjo weismachen sollte, dass die japanische Flotte zu einem gewissen Zeitpunkt einen Großangriff starten wolle. Wie erwartet, befahl Seonjo Admiral Yi, die japanische Flotte abzufangen und zu vernichten. Yi weigerte sich jedoch, dem Befehl nachzukommen, da er der Nachricht nicht traute und das Gebiet, in dem die Landung angeblich stattfinden solle, zu tückisch war, um es zu befahren. Seonjo wollte ihn daraufhin wegen Hochverrats zum Tode verurteilen. Jedoch hatte Yi beim Volk und einigen hohen Beamten, darunter seinem alten Kindheitsfreund und damaligen Premierminister Yu Song-nyong, große Sympathien errungen, und um keinen Aufstand zu riskieren, befahl Seonjo ihn stattdessen zu einer Folterstrafe und einer anschließenden Degradierung zum einfachen Soldaten. An seiner Stelle wurde General Won Gyun, ein Kollege und Rivale Yis, zum Admiral der koreanischen Flotte ernannt.
Obwohl Gyun der Nachricht ebenfalls misstraute, folgte er dennoch den Befehlen Seonjos und griff die japanische Flotte in der Seeschlacht von Chilchonryang am 27. August 1597 an. Dabei geriet er jedoch in eine Falle, in der fast die gesamte koreanische Flotte aufgerieben wurde. Insgesamt entkamen auf koreanischer Seite nur zwölf der vormals 169 Schiffe und 200 Mann der Seeschlacht, da deren Befehlshaber Bae Seol die Aussichtslosigkeit der Lage schon vor der Schlacht erkannt hatte und daher bei deren Beginn mit seinen Schiffen vom Schlachtfeld desertierte. Gyun starb kurz nach der Schlacht, nachdem er mit seinem Schiff noch vor Schlachtende zu einer nahegelegenen Insel flüchtete, dort aber dann von den dortigen japanischen Garnisonssoldaten getötet wurde.
Als die Nachricht von Gyuns katastrophaler Niederlage den Königshof erreichte, wurde Yi mit sofortiger Wirkung rehabilitiert und sein Rang als Flottenadmiral wiederhergestellt. Yi sammelte die zwölf verbliebenen Schiffe um sich, und es gelang ihm sogar, noch ein weiteres Panokseon zu bekommen, das örtliche Handwerker gerade noch hatten fertigstellen können. Durch eine Rekrutierungsmission durch die Provinz Jeolla-do konnte er noch weitere Seesoldaten und Freiwillige um sich sammeln, bis er eine Mannstärke von 1500 Kämpfern erreicht hatte. Als König Seonjo vom erbärmlichen Zustand der Flotte erfuhr, befahl er Yi, die Flotte aufzugeben und sich stattdessen den Landstreitkräften anzuschließen. Doch Yi weigerte sich und teilte dem Königshof mit:

„Während der vergangenen fünf oder sechs Jahre … ist es den Japanern nicht gelungen, die Provinzen Chung Chun und Cholla [Jeolla] unmittelbar einzunehmen, weil unsere Marine deren Seewege unterbrochen hat. Euer bescheidener Diener kommandiert immerhin nicht weniger als zwölf Schiffe. Wenn ich den Gegner mit äußerster Anstrengung angreife, bin ich fest davon überzeugt, dass dieser auch in dieser Situation zurückgeschlagen werden kann. Die vollständige Auflösung unserer Marine würde nicht nur dem Feind gefallen, sondern würde ihm auch ermöglichen, den Seeweg entlang der Provinz Chung Chu zu benutzen und sogar den Fluss Han hinaufzusegeln, was meine größte Befürchtung ist. Auch wenn unsere Marine klein an der Zahl ist, verspreche ich Euch, dass solange ich lebe, der Feind uns niemals verachten wird. (Zitiert aus den Gesammelten Werken von Yi Sun-Shin, Band 9)“

Aufgrund dieser entschlossenen Erklärung revidierte Seonjo seine Entscheidung und erlaubte Yi, seinen Kampf zur See fortzuführen. Bae Seol desertierte am 12. Oktober aufs Neue, wurde jedoch später von den koreanischen Behörden in seinem Heimatort aufgestöbert und wegen Feigheit vor dem Feind exekutiert. Am Abend vor der Schlacht hielt Yi seinen Flottenkommandeuren eine zugleich anspornende und ermahnende Rede, die zu einer seiner meistzitierten Ansprachen gehört:

„Zu den Prinzipien der Strategie gehört: 'Derjenige, der zum Sterben bereit ist, wird leben, und derjenige, der leben will, wird sterben.' Die Strategie sagt auch: 'Wenn ein Verteidiger einen wichtigen Zugang mit aller Kraft bewacht, kann er selbst 1000 Feinden das Fürchten lehren.' Für Männer in Eurer Position sind diese Worte mehr wert als Gold. Ich erwarte von Euch, meine Befehle unbedingt zu befolgen. Wenn Ihr den Befehl verweigert, werdet ihr streng nach dem Kriegsrecht verurteilt, selbst wenn es sich um einen kleinen Fehler handeln sollte.“

Als die Nachricht von Yis Wiedereinstellung die Japaner erreichte, sahen die Kommandeure der japanischen Flotte – Tōdō Takatora, Katō Yoshiaki, Wakisaka Yasuharu und Kurushima Michifusa – sich versucht, Yi und der koreanischen Flotte den Todesstoß zu versetzen, und brachen mit über 330 Schiffen, die ursprünglich zur Versorgung des japanischen Eroberungskorps für Hansong vorgesehen waren, von ihrem Stützpunkt in Busan auf. Ein kleines japanisches Kundschaftergeschwader stöberte Yis Flotte am 17. Oktober auf, wurde aber schnell in die Flucht geschlagen. Um die gewaltige Übermacht des Feindes auszugleichen, lockte Yi die Japaner zur Seestraße von Myongnyang zwischen der Insel Jindo und der koreanischen Halbinsel.

## Schlachtverlauf
Durch genaue Nachforschungen und die Informationen der Ortsansässigen hatte Yi die Meerenge gezielt als den Ort für die bevorstehende Schlacht ausgewählt. Die Strömung in dieser Enge war stark, tückisch und wechselte mehrmals am Tag die Richtung. Zudem war der Kanal sehr schmal, was die numerische Überlegenheit der Japaner beeinträchtigen würde.
Die Japaner, immer noch siegesgewiss nach ihrem Erfolg bei Chilchonryang und angesichts der augenscheinlichen Unterlegenheit Yis, drangen gruppenweise in die Straße ein, als die Strömung günstig für ihren Vorstoß lief. Yi erwartete sie am anderen Ende mit seinen Schiffen vor Anker. Als die Schiffe der japanischen Flottenspitze schließlich in den Engpass gerieten, begannen sie sich, bedingt durch die Strömung, ineinander zu verkeilen; daraufhin gab Yi seiner Flotte den Befehl, das Feuer zu eröffnen. Das Kanonenfeuer erzielte eine verheerende Wirkung auf die in der Meerenge zusammengeballte Flotte, und Yi setzte zum Angriff an. Seine Admiräle jedoch, von der Übermacht des Feindes eingeschüchtert, zögerten zunächst, den Angriff mitzumachen, so dass Yis Schiff schnell eingekreist wurde.
In diesem Dilemma kam Yi der Umstand zu Hilfe, dass ein im Wasser treibender Leichnam als Kurushima Michifusa identifiziert wurde, der bereits in der ersten Phase der Schlacht ums Leben gekommen war. Yi ließ den Leichnam aus dem Meer fischen und den Kopf an der Spitze des Schiffsmastes aufhängen, was die Moral der japanischen Soldaten erheblich sinken ließ, und das Durchhaltevermögen des Flaggschiffs in selbst dieser verzweifelten Lage bewegte allmählich auch die anderen koreanischen Kommandeure dazu, in die Schlacht einzugreifen. Als sich die Strömung im Kanal schließlich wieder drehte, liefen die havarierten japanischen Schiffe konsequenterweise auf ihre nachfolgenden Einheiten auf, was ein heilloses Chaos unter den Japanern auslöste. Gleichzeitig nutzte Yi die wechselnde Strömung für einen Frontalangriff, der der Feindflotte sehr effektiv zusetzte und sie schließlich zum Rückzug zwang.
Von den 133 japanischen Kampfschiffen, die direkt an der Schlacht teilnahmen, wurden 31 noch vor Ort versenkt und wahrscheinlich weitere 92 so schwer beschädigt, dass sie nach der Schlacht aufgegeben werden mussten. Auf japanischer Seite kamen zudem neben Kurushima noch mehrere tausend Soldaten ums Leben; viele von ihnen ertranken, da sie in der tückischen Strömung der Meerenge nicht schwimmen konnten, nachdem sie über Bord gefallen waren. Die Koreaner hingegen verloren nur eine Handvoll Männer und kein einziges ihrer Schiffe.